# José Youshimatz
José Manuel Youshimatz Sotomayor (nascido em 10 de maio de 1962) é um ex-ciclista olímpico mexicano. Representou sua nação em três edições consecutivas dos Jogos Olímpicos, começando em 1984, no qual conquistou a medalha de bronze na prova de corrida por pontos masculino.